# Resolución 221 del Consejo de Seguridad de las Naciones Unidas
La Resolución 221 del Consejo de Seguridad de las Naciones Unidas, adoptada el 9 de abril de 1966, después de recordar resoluciones anteriores sobre el tema (incluida la disposición sobre un embargo de petróleo), el Consejo estaba gravemente preocupado de que Rodesia del Sur pudiera recibir un gran suministro de petróleo como el Joanna V., un petrolero, que ya había llegado a Beira.
El Consejo exhortó a Portugal a que no permita que se bombee petróleo a través del oleoducto Companhia do Pipeline Moçambique Rodésias hacia Rodesia del Sur. Exhortó a todos los estados a garantizar el desvío de los buques que razonablemente se creía que transportaban petróleo con destino a Rodesia del Sur. La resolución también pedía al gobierno del Reino Unido que impidiera, por la fuerza si fuera necesario, la llegada a Beira de barcos que se sospechara razonablemente que transportaban petróleo con destino a Rodesia del Sur.
La resolución 221 fue adoptada por diez votos contra ninguno; la República Popular de Bulgaria, Francia, Malí, la Unión Soviética y Uruguay se abstuvieron de votar.